# Kinoto
Kinoto (znanstveno ime Citrus x aurantium myrtifolia), italijansko Chinotto, italijanska izgovorjava: [ki'nɔt:o]) je agrum iz rodu Citrus (družina Rutaceae). Strokovnjaki si niso enotni o njegovem izvoru. Prevladuje mnenje, da gre za mutacijo v razvoju grenke pomaranče, ki je s časom privedla do današnje obstojne in strokovno opredeljene varietete.

## Rod citrusov
Do nedavnega je rod Citrus zajemal enajst vrst, pred kratkim pa so strokovnjaki določili, da so izvirni citrusi le trije: mandarina (Citrus reticulata), pomelo (Citrus maxima) in citrona (Citrus medica). 
Med križane citruse so tako všteli vse ostale vrste: pomaranča, limona, grenivka, klementina, bergamot, kinoto, kumkvat, kombava in limeta. Prav tako bi naj vse vrste fortunelle bile le križanja ene same vrste kumkvata.
Ta klasifikacija sicer ni še splošno sprejeta, a že sedaj veliko večino citrusov strokovno zapisujejo z vmesnim znakom križca ali enostavno z »x«, kar pomeni, da gre za križanje, torej hibrid. Čeprav se lahko zdi čudno, da sta tako vsesplošno znana sadeža, kot sta pomaranča ali limona, le hibrida, ne moremo prezreti osnovnih podatkov o njegovem gojenju. Strokovno ga je treba prišteti med umetno pridobljene rastline.
Čeprav je rod citrusov sedaj sestavljen samo iz treh vrst, poznamo namreč med agrumi veliko število naravnih odstopanj in nepravilnosti, bodisi v cvetju, bodisi predvsem v sadežih, zaradi česar se dajo dobiti širom po svetu zelo raznoliki primerki. Razen tega so agronomi razvili nešteto hibridov, ki večkrat nimajo stalnih in ponovljivih lastnosti, zato so nekatere vrste na trgu le za določeno dobo. To povzroča težave pri klasifikaciji agrumov. Omeniti je treba tudi dedne spremembe, ki so pri agrumih zelo pogostne. Gre za mutacijo v poganjkih, ki se včasih pojavi iz neznanih razlogov. Na veji se rodi poganjek, iz katerega zraste veja z nekoliko različnimi lastnostmi od ostalega drevesa. Če se ta vejica uporabi kot potaknjenec, zraste drevo s temi različnimi lastnostmi. Velikokrat  so te nove lastnosti nezaželene, zato se spremembo ne želi ohranjati in se mutirana vejica enostavno odstrani. Včasih je pa sprememba toliko zanimiva, da jo agronomi gojijo dalje in tako dobijo novi križanec.

## Opis
Kinoto je grm, 2 do 3 metre visok, ki zelo počasi raste in ne prenese nizkih temperatur. Vejevje je gosto in strnjeno. Listi so majhni, usnjati, suličaste oblike, podobni mirtinim listom (odtod tudi latinsko ime). Edini med citrusi je brez trnjev. Cvetovi so majhni in močno dišeči, morda najlepši med vsemi citrusi, ker rastejo bodisi v socvetju kot tudi osamelo ob veji, kar ustvarja zelo prijeten videz. Plodovi so popolnoma okrogli ali malo sploščeni pri peclju in merijo največ 5 cm v premeru. So žive rumeno-oranžne barve in rastejo večinoma v skupinah po več sadov, kakor nekakšni veliki grozdi. Okus je kisel in grenak. Kakor ostali agrumi, tudi kinoto ostane dolgo časa zrel na veji. V tem smislu se menda lahko pohvali s prvenstvom, saj naj bi lahko počakal na obiranje tudi do dve leti.

## Izvor
Po imenu sodeč izvira kinoto iz Kitajske, a trenutno ni na razpolago podatkov o njegovem gojenju na Daljnem vzhodu. Ustno izročilo navaja, da so ga od tam prinesli v Sredozemlje ligurski mornarji nekje v šestnajstem stoletju. Nekateri raziskovalci pa menijo, da je rastlina avtohtona v Sredozemskih deželah, morda Toskani, kjer se je pojavila kot mutacija v poganjkih grenke pomaranče. Ime naj bi v tem primeru pomenilo samo, da je sadež podoben Kitajcu, kar bi bilo po italijanski filologiji sprejemljivo. Danes uspeva kinoto predvsem v Italiji (Ligurija) in na sosednji francoski obali.

## Uporaba
Sadež se uporablja za kandite, marmelade in sirupe. Sok kinota je prisoten malone v vseh italijanskih digestivnih pijačah, ki so znane pod skupnim imenom amari, največ pa se kinoto uporablja za izdelavo istoimenske brezalkoholne pijače. Po vsem svetu je beseda kinoto večinoma poznana v povezavi s tem napitkom, medtem ko je kinoto kot sadež praktično neznan. 
Zanimiva je zgodovina te pijače. Na trgu  naj bi se pojavila kmalu po koncu druge svetovne vojne, ko jo je začela italijanska živilska industrija proizvajati skupaj z oranžado, kot nekakšen simbol blaginje. To so bili prvi znaki povojne ekonomske rasti v Italiji, ko so si ljudje lahko začeli privoščiti kaj več kot čisto vodo na mizi. Kinoto je kmalu postal najbolj priljubljena pijača, ki so jo proizvajali nešteti manjši zasebniki. Seveda to ni moglo trajati dolgo, saj se je pojavila tudi v Italiji Coca-Cola, ki je po okusu dokaj podobna kinotu, majhni proizvajalci so se morali umaknili pred multinacionalko svetovnega slovesa. Pijača kinoto je praktično izginila in nasade tega agruma so preusmerili v gojenje okrasnih rastlin. V devetdesetih letih 20. stoletja se je med italijansko mladino pojavilo protiameriško gibanje, ki se je hotelo otresti vsakega vpliva ZDA na domače navade, tudi proti Coca-Coli. Tako je spet prišel v modo kinoto. Gibanje je bilo precej uspešno in spet so se pojavili proizvajalci te domače pijače. Stvar je šla tako daleč, da je začela pred nekaj leti proizvajati kinoto ena največjih italijanskih firm med proizvajalci brezalkoholnih pijač San Pellegrino (Nestlè), takoj za njo še Coca-Cola pod imenom Fanta Chinotto. Leta 2005 je na tržišče prišla tudi Cockta Chinotto, z okusom rdeče pomaranče in kinota, vendar je proizvodnja potekala le kratko obdobje.